# Brutieridina
La brutieridina è un flavanone glicosilato, un tipo di flavonoide presente nell'albedo del frutto di bergamotto. Il suo aglicone è un derivato idrossilato e metossilato della naringenina.